# Gymnodamaeus knowltoni
Gymnodamaeus knowltoni är en kvalsterart som beskrevs av Adilson D. Paschoal 1982. Gymnodamaeus knowltoni ingår i släktet Gymnodamaeus och familjen Gymnodamaeidae. Inga underarter finns listade i Catalogue of Life.